# Андреюк, Екатерина Ивановна
Екатерина Ивановна Андреюк (27.11.1927 — 01.03.2013) — украинский микробиолог, член-корреспондент НАНУ.
Родилась 27 ноября 1927 года в селе Маяки (под Одессой).
Окончила один курс Одесского СХИ (1947) и Одесский государственный университет им. И. И. Мечникова (1951).
С 1951 года — в Институте микробиологии и вирусологии АН УССР (НАНУ): аспирант, старший лаборант, младший и старший научный сотрудник, зав. отделом общей и почвенной микробиологии.
В 1955 г. защитила кандидатскую диссертацию:
- Микробиологическое исследование некоторых торфокомпостов : диссертация … кандидата биологических наук : 03.00.00. — Киев, 1954. — 192 с. : ил. + Прил. (8 отд. л.: таб.).

В 1968 г. защитила докторскую диссертацию:
- Эколого-физиологические исследования почвенных актиномицетов : диссертация … доктора биологических наук : 03.00.00. — Киев, 1967. — 336 с. : ил.

С 1981 г. профессор и член-корреспондент АН УССР.
С 2001 г. советник дирекции Института вирусологии им. Д. К. Заболотного НАНУ.
Умерла 1 марта 2013 года.
Автор 270 научных работ, в том числе 14 монографий, авторских свидетельств и патентов. Подготовила 20 докторов и кандидатов наук.
Одна из основателей нового научного направления: «Экофизиология грунтовых организмов и биокоррозия металлов».
Лауреат Премии НАН Украины имени Д. К. Заболотного (1974; работа: «Почвенные актиномицеты и высшие растения»). Лауреат премии Совета Министров СССР (1983).
Заслуженный деятель науки УССР (1987). Награждена орденами «Знак Почёта» и княгини Ольги III степени (2008).
Сочинения:
- Литотрофные бактерии и микробиологическая коррозия [Текст] / Е. И. Андреюк, И. А. Козлова ; АН УССР. Ин-т микробиологии и вирусологии им. Д. К. Заболотного. — Киев : Наук. думка, 1977. — 164 с. : ил.; 20 см.
- Основы экологии почвенных микроорганизмов / Е. И. Андреюк, Е. В. Валагурова ; Академия наук Украины, Институт микробиологии и вирусологии им. Д. К. Заболотного. — Киев : Наукова думка, 1992. — 221, [2] с., [2] л. ил. : ил., табл.; 21 см.
- Цианобактерии / Е. И. Андреюк, Ж. П. Коптева, В. В. Занина; АН УССР, Ин-т микробиологии и вирусологии им. Д. К. Заболотного. — Киев : Наук. думка, 1990. — 199 с., [12] л. ил. : ил.; 20 см; ISBN 5-12-001791-6
- Актиномицеты почв юга европейской части СССР и их биологическая активность [Текст] / Е. И. Андреюк, Е. В. Владимирова, С. Б. Коган ; АН УССР. Ин-т микробиологии и вирусологии им. Д. К. Заболотного. — Киев : Наук. думка, 1974. — 143 с. : ил.; 19 см.
- Инструментальные методы в почвенной микробиологии [Текст] / [Е. И. Андреюк, Е. В. Валагурова, Н. Н. Мальцева и др.]; под общ. ред. Е. И. Андреюк. — Киев : Наукова думка, 1982. — 176 с. : ил.; 21 см.
- Микробная коррозия и ее возбудители / Е. И. Андреюк, В. И. Билай, Э. З. Коваль, И. А. Козлова; [Отв. ред. В. В. Смирнов]. — Киев : Наук. думка, 1980. — 287 с. : ил.; 22 см.